# Sauvetage de Juifs par des musulmans pendant la Shoah
Le sauvetage de Juifs par des musulmans pendant la Shoah émerge comme un fait historique à partir des années 1990. Celui-ci a notamment lieu entre juin 1940 et mai 1943, alors que les puissances de l'Axe — l'Allemagne nazie et l'Italie fasciste — contrôlent directement ou indirectement une partie de l'Afrique du Nord.
L'historien Robert Satloff (en), directeur du Washington Institute for Near East Policy, a mis en lumière cette histoire dans un travail de recherche consistant à souligner les actes de résistance des musulmans pendant l'occupation de l'Afrique du Nord.
En Europe, l'Albanie compte également de nombreux musulmans distingués comme Justes parmi les Nations.

## Histoire

### Afrique du Nord
Environ un pour cent des résidents juifs d'Afrique du Nord, soit de 4 000 à 5 000 personnes, sont assassinés pendant la période d'occupation de l'Axe. Le faible pourcentage de victimes, si on le compare aux cinquante pour cent de Juifs européens assassinés pendant la Shoah, doit être attribué en grande partie à la victorieuse campagne d'Afrique du Nord conduite par les Alliés, qui parviennent à repousser les puissances de l'Axe.
Si aucun pays n'est épargné par la collaboration avec la politique génocidaire contre les Juifs, tant en Afrique qu'en Europe, le phénomène est plus fréquent dans les pays européens que dans les pays arabes. Ainsi, l'offre faite aux Algériens, par les officiels coloniaux français du régime de Vichy, de s'emparer des propriétés et biens confisqués aux Juifs séduit de nombreux colons, disposés à profiter du dispositif de spoliation, mais aucun Arabe ne se porte volontaire et, dans la capitale Alger, les imams s'expriment ouvertement contre cette mesure. Certains Arabes risquent leur vie pour sauver des Juifs de la persécution et du génocide.
Les efforts de sauvetage accomplis par des musulmans ne se limitent cependant pas au monde arabe. Le recteur de la Grande Mosquée de Paris, Si Kaddour Benghabrit, aide par exemple entre 100, et 500 personnes juives à se déguiser en musulmans. On trouve également des exemples de populations musulmanes non arabes aidant des Juifs à échapper à l'extermination, comme en Albanie.
En septembre 2013, un docteur égyptien, Mohammed Helmy, est déclaré par le mémorial de Yad Vashem comme Juste parmi les nations pour avoir sauvé la vie d'Anna Gutman, née Boros, en prenant des risques personnels pendant trois ans, en aidant sa mère Julie, sa grand-mère Cecilie Rudnik et leur beau-père Georg Wehr, qui échappent tous à la Shoah. Helmy est le premier Arabe à être honoré de la sorte.

### Albanie

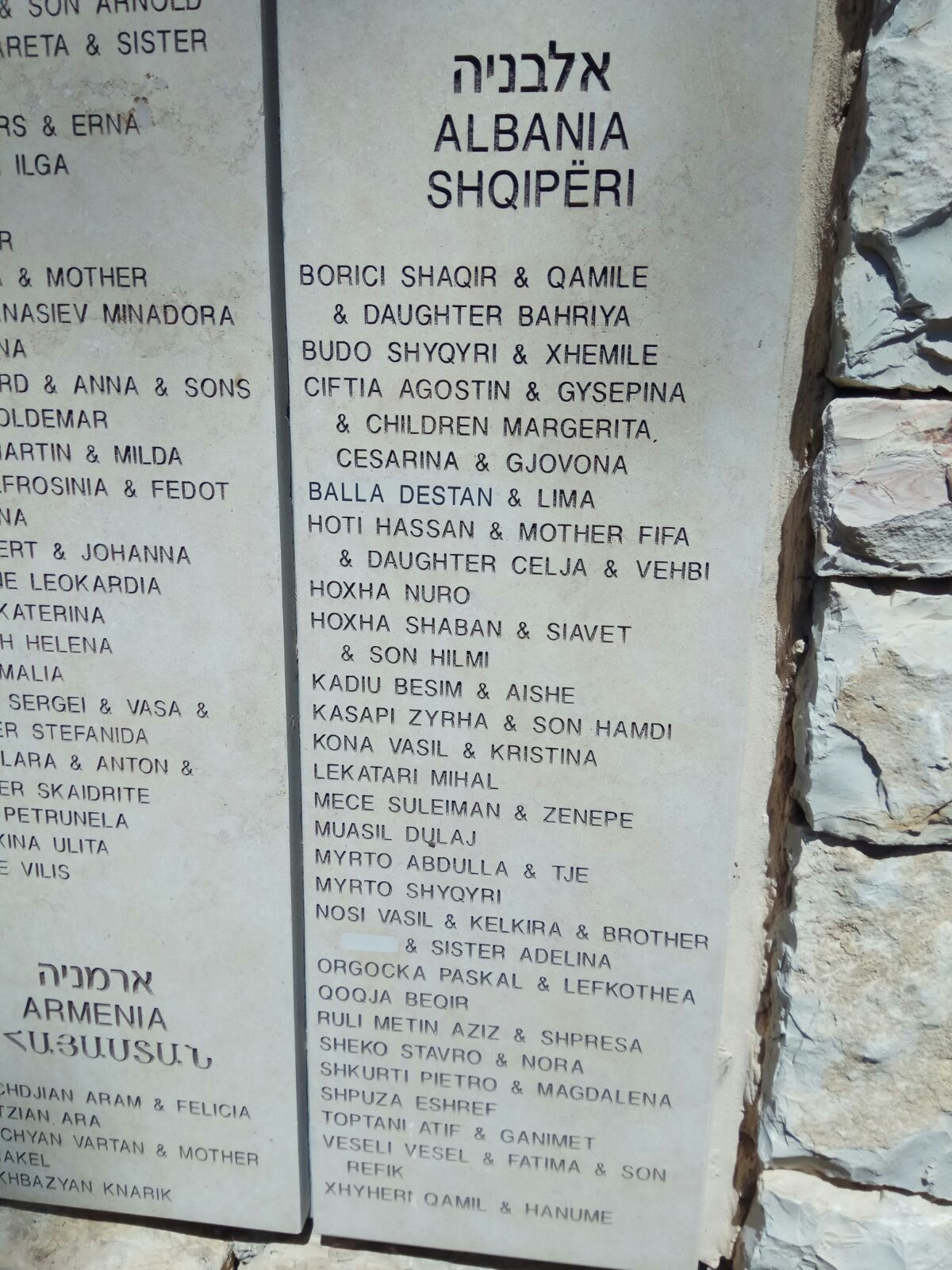
Inscription des Justes albanais parmi les Nations sur un mur à Yad Vashem, où figurent plusieurs noms musulmans

L'Albanie est l'un des rares pays occupés où la population juive a augmenté durant la période nazie. Sur les 200Juifs albanais, 195 eurent la vie sauve, et 2 000 Juifs étrangers purent trouver refuge dans ce pays durant la Shoah,. En effet, la population albanaise de toute origine religieuse et socio-culturelle a mis un point d'honneur (selon le principe du (en)« Besa», fait de respecter sa parole, associé à la loi albanaise de Kanun sur l'honneur, l'hospitalité, la rectitude et la loyauté) à préserver les vies en cachant des Juifs dans ses caves ou même ses maisons, à leur fournir des papiers d'identité, leur permettant d'échapper à une mort certaine, particulièrement parce qu'il s'agissait de familles avec femmes et enfants,,,.
À Berat, soixante familles ont caché des Juifs. Les noms de Besim et Aïche Kadiu, Hasan Hoti, Aslan Mustafa Rezniqi ou Abdullah & Shyqyri Myrto, musulmans habitant notamment la vile de Kavaja, sont placés sur la liste des Justes parmi les Nations parmi les 75 Albanais honorés par Yad Vashem,,.

## Cas individuels

### Abdelkader Mesli, imam de laGrande mosquée de Paris
Abdelkader Mesli naît en 1902 à Khémis en Algérie. À l'âge de 17 ans, il quitte son pays natal pour la France et arrive à Marseille. Pour vivre, il entreprend différents métiers : docker, charpentier, employé des mines et commercial. Au début des années 1930, il est nommé imam de la grande mosquée de Paris, poste qu'il occupe bénévolement.
Lorsque la Seconde Guerre mondiale éclate, il s'engage avec Kaddour Benghabrit, directeur de la mosquée, dans le sauvetage de personnes juives en délivrant de faux certificats de confession musulmane. Il sera d'ailleurs inquiété par le gouvernement de Vichy. Cette technique aurait permis de sauver entre 500 et 1600 personnes selon différentes sources,,,,. En 1940, Abdelkader Mesli est détaché à Bordeaux en tant qu’aumônier musulman du fort du Hâ. Il y organise des évasions et continue la délivrance de faux certificats, et ce malgré les soupçons de la Kommandantur. À partir de février 1943, il s'engage concrètement dans la Résistance, ; avant cela, il s'agissait d'actes isolés et non coordonnés.
Le 5 juillet 1944, il est dénoncé et arrêté dans un restaurant de Bordeaux. Il est déporté au camp de concentration de Dachau, puis transféré à celui de Mauthausen. Malgré des interrogatoires poussés et la torture, il ne dénonce aucun camarade résistant. Il est libéré le 24 mai 1945, grandement affaibli physiquement, il ne pèse alors plus que 30 kg. Il reprend ensuite son activité d'imam à la mosquée de Paris.

### Ali Sakkat
Au cours de sa carrière, Ali Sakkat occupe des postes de ministre et de maire de Tunis. En 1940, Ali Sakkat profite de la retraite dans sa ferme au pied du Djebel Zaghouan. Il existe un camp de travail pour les Juifs non loin de sa ferme. Les Juifs du camp sont mis au travail pour réparer un terrain d'aviation, qui a été régulièrement bombardé par les Alliés. Les Arabes voient comment les Allemands qui dirigent le camp battent les Juifs régulièrement. Une nuit, au cours d'une bataille particulièrement violente, soixante travailleurs juifs parviennent à s'échapper. La première structure qu'ils rencontrent est le mur de la ferme de Sakkat. Ils frappent à la porte et obtiennent abri et nourriture. Ils sont également autorisés à y rester jusqu'à la libération de la Tunisie par les forces alliées.

### Khaled Abdul-Wahab

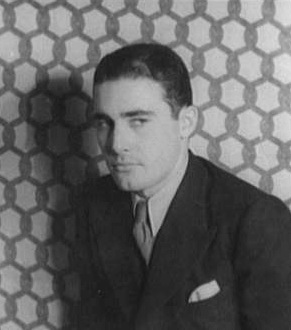
Portrait de Khaled Abdul-Wahab par Carl van Vechten en 1936

Khaled Abdul-Wahab est le fils d'un historien tunisien bien connu, Hassan Hosni Abdelwaheb. Il est âgé de 32 ans lorsque les Allemands occupent la Tunisie. Il devient un interlocuteur entre les nazis et la population de la ville côtière de Mahdia. Quand il entend que des officiers allemands envisagent de violer une femme juive locale, Odette Boukhris, il cache la femme et sa famille, avec environ deux douzaines de familles juives, dans sa ferme en dehors de la ville. Les familles y restent pendant quatre mois, jusqu'à ce que l'occupation prenne fin. Abdul-Wahab est parfois appelé comme l'« Oskar Schindler » arabe. En 2009, deux arbres sont dédiés à honorer sa bravoure. Un arbre a été planté dans l'Adas Israel Garden of the Righteous à Washington, l'autre dans le Garden of the Righteous Worldwide à Milan ; sa fille Faiza a assisté à cette dernière cérémonie.

### Tayeb el-Oqbi

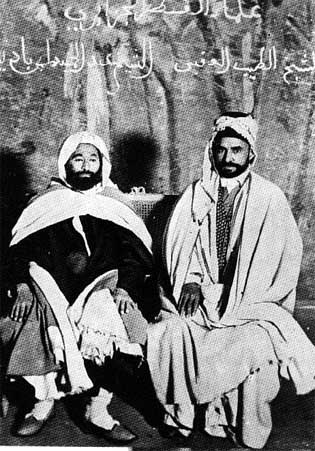
Abdelhamid Ben Badis à gauche et Tayeb el-Oqbi à droite

Tayeb el-Oqbi est un membre du Parti algérien de la réforme (Islah) et un ami de l'éminent réformateur algérien Abdelhamid Ben Badis, qui était tolérant envers les différentes religions et cultures. Ben Badis a fondé et dirigé la Ligue algérienne des musulmans et des juifs. Il est mort avant que les forces de Vichy occupent l'Algérie, mais Tayeb el-Oqbi prend sa place.
Ce dernier découvre que les dirigeants d'un groupe pro-fasciste, la Légion française des combattants, prévoient un pogrom contre des Juifs avec l'aide de troupes musulmanes. Il fait tout ce qu'il peut pour l'empêcher et ordonne aux musulmans de ne pas attaquer les Juifs. Ses actions ont été comparées avec celles des archevêques français Jules Saliège et Pierre Gerlier, qui ont tous deux sauvé des Juifs en France.

### Refik, Fatima et Vesel Veseli
L'Albanie, un pays à majorité musulmane, a sauvé la quasi-totalité de sa population juive résidente,,. Le taux de survie dans la province yougoslave du Kosovo est de 60 %, ce qui en fait l'une des régions avec le taux de survie des Juifs les plus élevés en Europe.

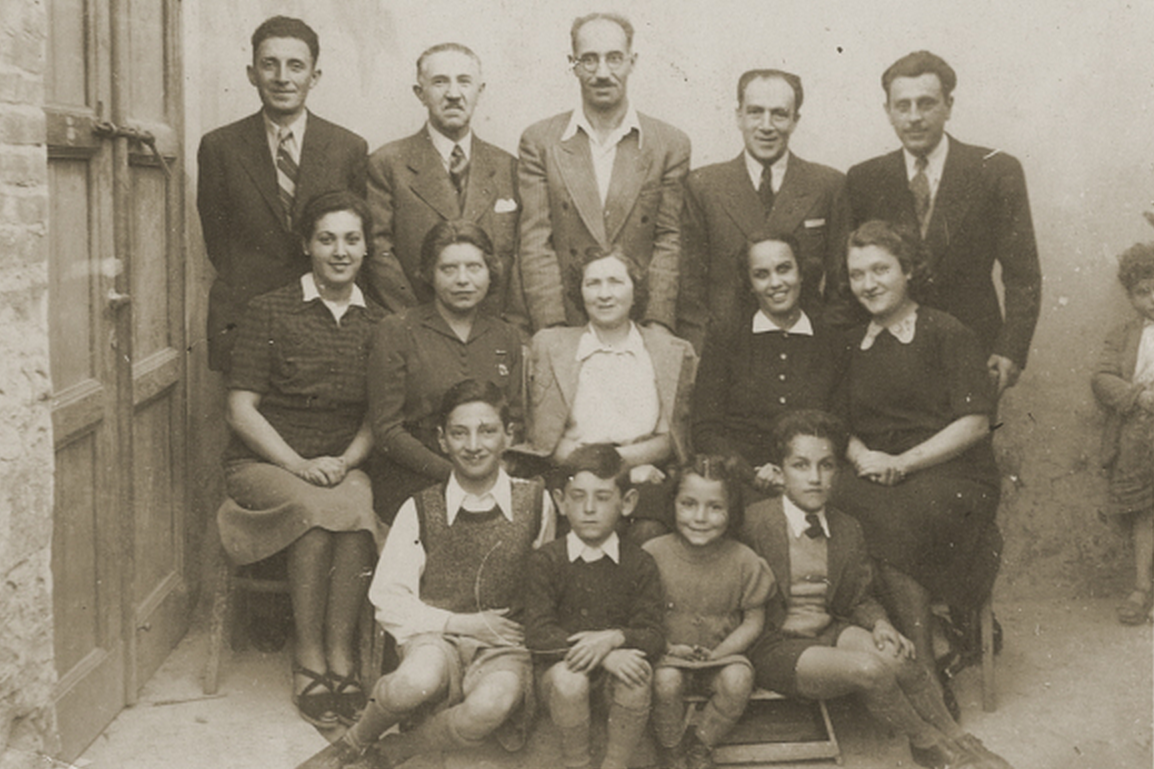
Plusieurs familles juives à Kavajë, dont les Mandil sauvés par Refik Veseli. Photographie prise par Mosa Mandil, 1er mai 1942

La plupart des 2 000 Juifs d'Albanie sont hébergés par la population majoritairement musulmane. Refik Veseli, un jeune musulman de 17 ans, abrite la famille de Mosa et Gabriela Mandil, y compris leur fils de cinq ans Gavra et sa sœur Irena, des réfugiés de Belgrade mais originaires de Novi Sad, pour qui il avait travaillé comme apprenti dans leur boutique photographique à Tirana. Lorsque les Allemands prennent le relais des Italiens, il les emmène de nuit, avec une autre famille juive, pour un long voyage vers son village familial de Kruja, où ils sont protégés par ses parents pour la durée de la guerre, environ neuf mois, même contre les partisans d'Enver Hoxha. Son exemple inspire les habitants de son village à risquer leurs vies pour protéger les Juifs.
À la réception de la demande de Gavra Mandil pour les faire reconnaître comme Justes parmi les nations et l'enquête à leur sujet, les autorités de Yad Vashem inscrivent Fatima, Vesel et leur fils Refik Veseli en 1988. L'histoire devient mieux connue après que la communauté juive albanaise est autorisée à effectuer l'alya dans les années 1990 et que de nombreux survivants racontent comment leurs hôtes albanais se disputaient le privilège de leur offrir protection, au motif que c'était une obligation éthique islamique. Depuis cette date, cinquante autres Albanais ont été enregistrés dans les rangs des Justes parmi les nations,,,.

### Besim et Aïche Kadiu
Besim et Aïche Kadiu vivaient à Kavajë quand en 1940, ils ont caché deux Juifs grecs venant de Tirana, les frère et sœur Jakov et Sandra Batino, pour les protéger des fascistes italiens, alors que leur père était déjà détenu dans un camp. En partageant la même chambre à coucher où la grille de la fenêtre est sciée pour permettre une fuite éventuelle, ces deux jeunes gens deviennent amis avec Merushe Kadiu, la fille de la famille. À l'approche des rafles allemandes, les Kadiu conduisent les enfants Batino dans un village reculé où ils leur apportent tout ce qui leur est nécessaire pour survivre. Besim Kadiu disait que « pour l’obliger à livrer ses hôtes juifs, les Allemands devraient d’abord tuer sa propre famille ».
À la Libération, Jakov et Sandra émigrent en Israël et restent en contact épistolaire avec Merushe Kadiu qui, en 1992, est invitée par le jeune État pour recevoir la distinction de Juste parmi les Nations au nom de sa famille, et devient même un temps présidente de l'association albano-israélienne.

## Filmographie
- Le Maghreb sous la croix gammée, film de Bill Cran et Karin Davison, MacNeil/Lehrer Productions, Arlington, 2010